# Villa Jenner

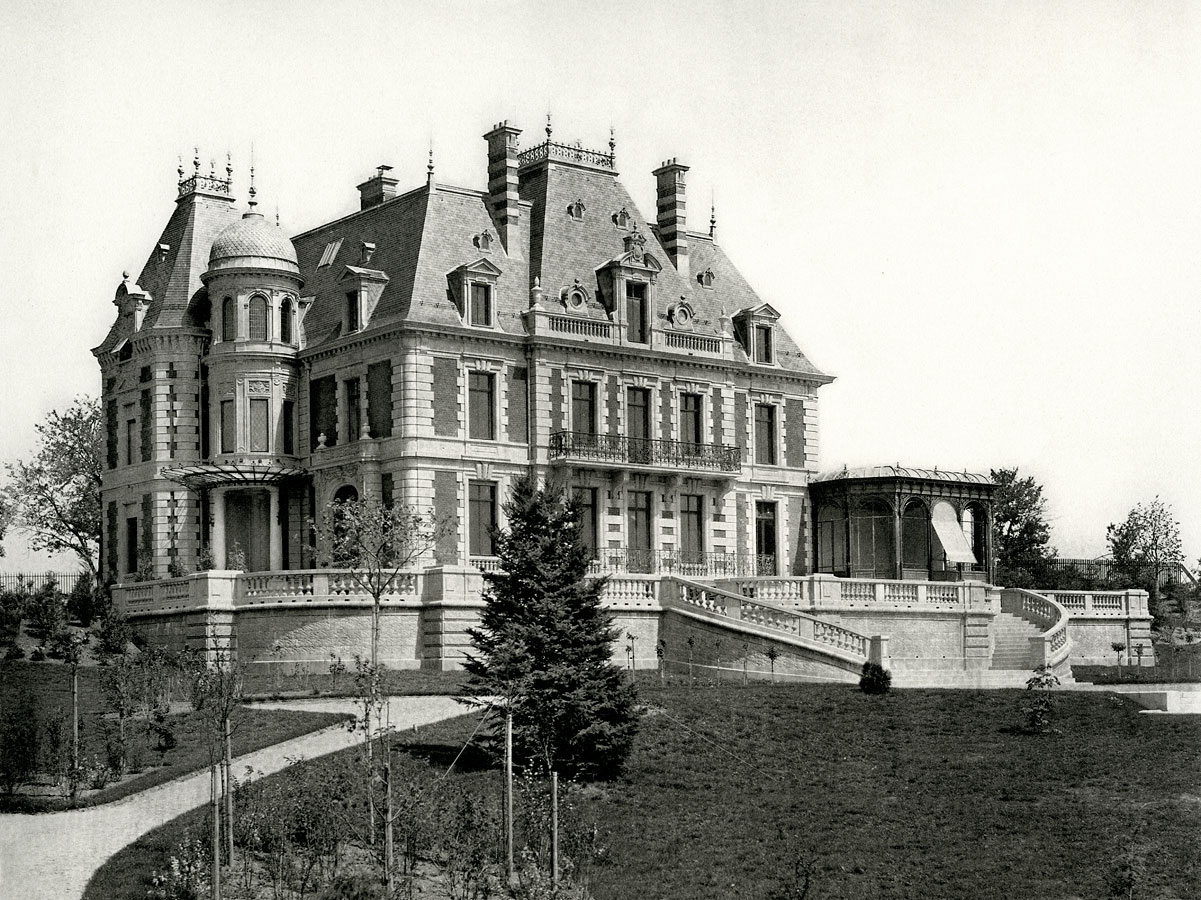
Ansicht von Süden, 1895

Die Villa Jenner ist eine denkmalgeschützte Villa in der Stadt Bern. Das Bauwerk im Stil der Neorenaissance wurde 1893 von René von Wurstemberger geplant. Es ist Sitz der Tschechischen Botschaft in der Schweiz. Im ehemaligen Ökonomietrakt der Villa befindet sich die Konsularabteilung der Botschaft.

## Lage
Die Liegenschaft «Muristrasse 53, 53A» liegt südlich des Ostrings im Bezirk Murifeld des Stadtteils Kirchenfeld-Schosshalde. Die umgebende Bebauung stammt aus den 1920er sowie 1930er Jahren und ist durch die Architektur der Moderne geprägt.

## Geschichte
Von der Fertigstellung der Kirchenfeldbrücke 1893 profitierte auch das Quartier Allmend-Murifeld. Während im nördlichen Teil zumeist Reihenmehrfamilienhäuser für den gehobenen Mittelstand errichtet wurden, war der südliche Teil bis zu Beginn des 20. Jahrhunderts durch Landgüter geprägt. Auf dem westlichen Teil des Landguts «Jolimont» liess der Architekt René von Wurstemberger 1893 auf einer Geländekuppe eine Villa für Max von Jenner errichten.
Von 1918 bis 1925 diente die Villa als Gesandtschaft der Vereinigten Staaten. Nach der Gründung der Tschechoslowakischen Republik (ČSR) am 28. Oktober 1918, nahm die Schweiz am 30. April 1919 diplomatische Beziehungen zur Tschechoslowakei auf. Neben der Gesandtschaft in Bern unterhielt diese ab 1920 ein Konsulat in Zürich. Auf Mietbasis wurde die Villa Jenner 1925 Residenz des tschechoslowakischen Gesandten Ferdinand Veverka. Sie wurde im Rahmen eines Kompensationsgeschäfts – die Tschechoslowakei lieferte Zucker, die Schweiz Maschinen und andere Güter – im Juli 1926 als Botschaftsgebäude erworben. Nach der Zerschlagung der Tschechoslowakei und dem Beginn des Zweiten Weltkriegs scheiterte die Deutsche Botschaft wiederholt, die Botschaft als Eigentum des Deutschen Reichs registrieren zu lassen. Acht Tage nach Kriegsende konnte der Botschafter Jaromír Kopecký das Gebäude wieder übernehmen. Anbauten am Ökonomietrakt erfolgten 1946 und 1977.
Drei Jahre nach der Samtenen Revolution entstanden mit Teilung der Tschechischen und Slowakischen Föderativen Republik (ČSFR) zwei Staaten. Tschechien übernahm das Botschaftsgebäude und wurde am 1. Januar 1993 von der Schweiz anerkannt.
Eine umfassende Renovation des Anwesens wurde 1991 begonnen und mit der Denkmalpflege abgestimmt. Sie dauerten 1996 noch an.

## Beschreibung

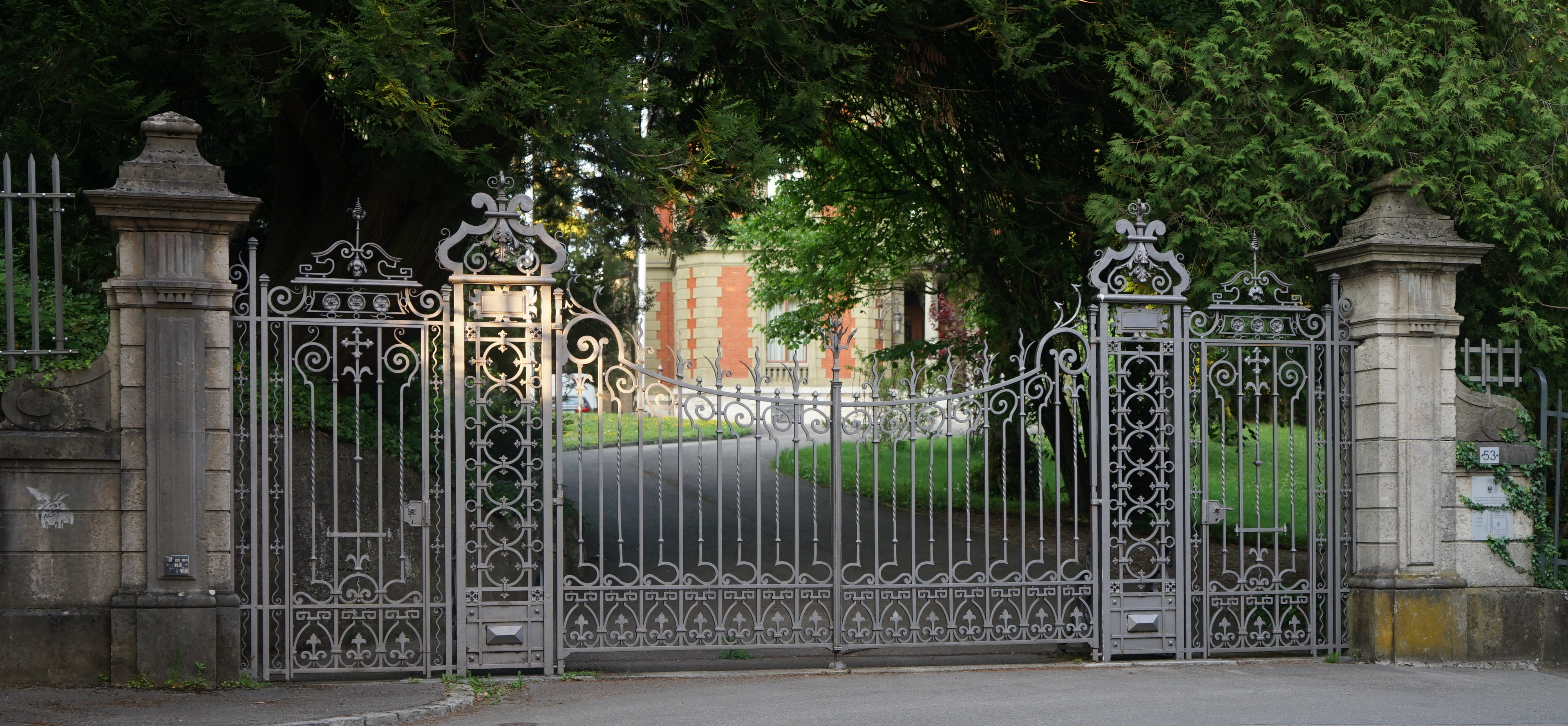
Haupteinfahrt der Villa, 2025

Das Botschaftsgebäude ist eine zweigeschossige Villa mit Mansartdach in einer umfriedeten Parkanlage mit altem Baumbestand. In diese führt eine zweiläufige Treppe von einem breiten Terrassenvorbau mit Balustrade. Die «repräsentative» fünfachsige Gartenfassade ist symmetrisch durchgestaltet und wird durch einen dreiachsigem Mittelrisalit geprägt. Ein turmartiger Eckrisalit mit eigenständigem Dach markiert die Südwestfassade. Über dem nach Süden orientierten Eingang unter einer fächerartigen Guss-Glaskonstruktion setzt ein Rundturm «in zierlicher Formensprache» mit Kuppeldach einen Hauptakzent des Bauwerks. Ein Wintergarten mit grossen Rundbogenfenstern ist der Ostecke vorgelagert. Der Bau ist «ausgewogen» horizontal und vertikal gegliedert und wird durch die Kombination verschiedener Baumaterialien geprägt. Erd- und Obergeschoss werden durch breite, umlaufende Gesimsbänder optisch getrennt und durch ein Kranzgesims abgeschlossen. Das «mächtige» Dach zeigt wechselnde Aufbauten und ein Belvedere.
Der Ökonomietrakt liegt am ansteigenden Burgernzielweg und wurde ebenfalls 1893 errichtet. Er diente als Kutscher- und Pförtnerhaus. Der Winkelbau wird durch einen Turm an der Südostecke geprägt und zeigt weitgehend die Formensprache der Villa, ist aber zweckbedingt einfacher gestaltet. Die jüngeren Anbauten am Eingang und an der Gartenseite, die die  Wirkung des Bauwerks beeinträchtigten, wurden im Rahmen der Gesamtrenovation entfernt. Verbesserte Eingangsverhältnisse wurden durch Anbau mit einer strassenseitigen Glasfront geschaffen. Planer war der Prager Architekt Josef Pleskot.
Die Villa Jenner gilt als «schlossartig» und gehört «zu den grossartigsten Vertretern des historistischen Villenbaus der Stadt Bern». Ihr Park ist ein «Aussenraum von denkmalpflegerischem Interesse». Das Ensemble ist im Bauinventar der Stadt Bern als «schützenswert» verzeichnet.

## Belege
1. ↑  Quartiergeschichte Allmend-Murifeld im Berner Bauinventar 2018,  S. 6–7, abgerufen am 25. Mai 2025 (PDF; 3,45 MB).
2. 1 2 3 4  Muristrasse 53, 53A im Berner Bauinventar. (PDF, 1,26 MB, abgerufen am 25. Mai 2025)
3. 1 2  mzv.gov.cz: The history of the Czech Embassy building in Berne. Abgerufen am 25. Mai 2025.
4. ↑  Helena Kanyar Becker: Tschechische Republik. In: Historisches Lexikon der Schweiz.  4. Dezember 2012.

Koordinaten: 46° 56′ 30,3″ N, 7° 28′ 5,9″ O; CH1903: 602259 / 198964